# Reforma energética de México de 2013
La reforma energética de 2013 era una reforma constitucional cuya iniciativa fue presentada por el presidente Enrique Peña Nieto el 12 de agosto de 2013. Fue aprobada por el Senado de la República el 11 de octubre de 2013 y por la Cámara de Diputados un día después. El 18 de diciembre de 2013, la reforma fue declarada constitucional por el Poder Legislativo Federal; fue promulgada por el Ejecutivo el 20 de diciembre de 2013 y publicada en la edición vespertina de ese mismo día del Diario Oficial de la Federación.
La reforma fue disuelta luego de haberse declarado constitucional la nueva reforma energética presentada al Congreso por Andrés Manuel López Obrador el 5 de febrero de 2024, aprobada por el Senado el 24 de octubre de 2024 y firmada por decreto de la presidenta Claudia Sheinbaum el 30 de octubre de 2024, la cual está destinada para favorecer a las clases bajas y para que el gobierno pueda declarar a la CFE de Empresa Productiva Estatal a Empresa Pública, al igual que PEMEX, para ofrecer y generar el 54 % de los recursos en el país, mientras que el sector privado solo generará un 46 % de la energía del país, convirtiéndolas en las principales empresas en llevar internet, por medio de su filial CFE Telecomunicaciones e Internet para Todos (CFE TEIT), energía, por parte de la CFE, y encargará a PEMEX de generar combustible de calidad para todo el país, obteniendo ambas empresas la mayor parte de los ingresos tributarios para mejorar la infraestructura del país y continuar desarrollando a México.

## Marco histórico
Con la promulgación de la Constitución de 1917, se estableció en su artículo 27 el dominio de la Nación sobre todos los minerales, entre ellos, el petróleo y todos los carburos de hidrógeno sólidos, líquidos o gaseosos, además daba al Ejecutivo Federal la posibilidad de que los particulares extrajeran para su aprovechamiento el petróleo y demás hidrocarburos, bajo la figura de la concesión.
En diciembre de 1938, el presidente Lázaro Cárdenas del Río impulsó la primera reforma energética, la cual mantenía la propiedad exclusiva del Estado sobre los recursos en el subsuelo, suprimía las concesiones sobre el petróleo y los carburos de hidrógeno ya que la concesión confería a particulares los derechos para explotar y aprovechar bienes del dominio nacional y consideraba como derecho exclusivo del Estado el explotar los hidrocarburos mediante las formas estipuladas en una ley secundaria. La iniciativa fue aprobada y publicada en el Diario Oficial de la Federación en noviembre de 1940.
En el mismo periodo, también fue publicada la ley reglamentaria del artículo 27 constitucional que creó instrumentos para celebrar contratos con los particulares a fin de que éstos lleven a cabo por cuenta del Gobierno Federal, los trabajos de exploración y explotación de hidrocarburos sin poner el riesgo los derechos del Estados sobre éstos; también estableció el régimen de concesiones para la construcción de refinerías y oleoductos y para la distribución de gas.

«El Ejecutivo, al formular la iniciativa que culminó con la reforma constitucional de que se trata, y después en diversas declaraciones, ha expresado su punto de vista de que la exclusión de los particulares del régimen de concesiones que el artículo 27 fija para la explotación de los recursos naturales del dominio público, no implica que la Nación abandone la posibilidad de admitir la colaboración de la iniciativa privada, sino simplemente que esa colaboración deberá realizarse en el futuro dentro de las formas jurídicas diversas de la concesión…»
Lázaro Cárdenas del Río en la iniciativa de Ley Reglamentaria del Artículo 27 Constitucional de 1940

En 1958 se expidió una nueva Ley Reglamentaria del artículo 27 Constitucional que eliminó la posibilidad de celebrar contratos con particulares en la explotación y reservó todas las actividades de la industria petrolera a Petróleos Mexicanos. Dos años más tarde, en enero de 1960, una reforma constitucional incorpora dicha prohibición de contratos al artículo 27 de la Carta Magna.
En febrero de 1983 se reformaron los artículos 26, 27 y 28 de la Constitución para establecer que no constituyen monopolios las funciones exclusivas que el Estado ejerza en áreas estratégicas de petróleo y demás hidrocarburos, así como petroquímica básica.

## Antecedentes
El 25 de abril de 2012, el entonces candidato a Presidente de México de la coalición Compromiso por México, Enrique Peña Nieto, hizo el compromiso de concretar una reforma energética para disminuir las tarifas eléctricas en beneficio de la población y la industria, reafirmado en su primer mensaje a la nación el 1 de diciembre de 2012.

### Pacto por México
Dentro del marco de los acuerdos y compromisos establecidos en el Pacto por México se encuentra la realización de una reforma energética que promueva al sector como motor de inversión y desarrollo. Dentro de esta reforma se considerarían los siguientes puntos:
- Los hidrocarburos seguirían siendo propiedad de la Nación
- Transformar a Pemex en una empresa pública de carácter productivo, propiedad del Estado con la capacidad de competir en la industria para convertirse en una empresa de clase mundial, además se le dotaría de reglas de gobierno corporativo y de transparencia.
- Multiplicar la exploración y producción de hidrocarburos
- Competencia en los procesos de refinación, petroquímica y transporte de hidrocarburos
- Fortalecer a la Comisión Nacional de Hidrocarburos
- Convertir a Pemex en el motor de una cadena de proveedores nacionales y en la producción nacional de fertilizantes
- Establecimiento de una estrategia que desarrolle energías renovables y ahorre energía

### Iniciativas de partidos políticos
Dentro de las mesas de diálogo del Pacto por México, se tomó la decisión de que no habría una sola propuesta del Pacto, sino que cada partido político presentaría una propia y sobre ello buscarían los acuerdos, en donde el Partido Revolucionario Institucional acompañaría la iniciativa presidencial.
La propuesta de reforma constitucional del Partido Acción Nacional presentada el 31 de julio de 2013 permitiría que existiesen contratos y concesiones para la explotación del petróleo y los carburos de hidrógenos sólidos, líquidos o gaseosos; de igual modo propone que la CFE y Pemex dejen de ser monopolios y sean empresas dominantes dentro de un mercado con más competidores, propone la creación de un Fondo Mexicano del Petróleo que administraría la renta petrolera y buscaría su máximo beneficio y que la Comisión Nacional de Hidrocarburos y la Comisión Nacional de Energía sean organismos autónomos.
La propuesta de reforma del Partido de la Revolución Democrática presentada el 19 de agosto de 2013, no representa una reforma constitucional, si no solo de leyes secundaria y promueve el cambio de régimen fiscal de PEMEX; la autonomía presupuestal y de gestión de CFE y PEMEX; el fortalecimiento de la Secretaría de Energía y de la Comisión Nacional de Hidrocarburos; el ordenamiento de tarifas, precios y subsidios de los combustibles y la electricidad; convertir al Fondo de Estabilización de Ingresos Petroleros en un organismo financiero; establecer una visión tecnológica para el Instituto Mexicano del Petróleo; y la implementación de una transición energética que sustituya energías fósiles por energías limpias.

## Contenido[11]

### Petróleo y demás hidrocarburos
Se elimina del artículo 27 constitucional la restricción incorporada en 1960, que impide la utilización de contratos para la extracción de hidrocarburos del subsuelo. La modificación no altera la propiedad de la Nación sobre los hidrocarburos y mantiene la prohibición de otorgar concesiones que confieran derechos sobre recursos naturales a particulares. Estos contratos, determinados en su forma por la ley reglamentaria correspondiente permiten la participación de los sectores social y privado en la exploración y extracción de hidrocarburos a cambio de pagos en función de los recursos obtenidos.
De igual forma, se suprime del artículo 28 de la Constitución a la petroquímica básica como área estratégica que no constituye monopolio, con esto se permite que los particulares participen directamente bajo esquemas regulados en la cadena de valor después de la extracción, incluyendo el transporte, tanto de petróleo crudo, gas natural y sus líquidos, como de petroquímicos y refinados, a través de permisos que se otorguen en los términos que establezca la legislación secundaria.
Adicionalmente, se reestructura Pemex y sus subsidiarias en dos divisiones: Exploración y Producción, y Transformación Industrial; se cambian las condiciones de transparencia y rendición de cuentas en Pemex y se establece una política nacional de fomento a las compras de proveedores nacionales del sector hidrocarburos.
Hokchi Energy se convirtió en la primera empresa privada en realizar trabajos de perforación y producción de petróleo luego de la aprobación de la Reforma Energética. El bloque de Hokchi, operado por la filial mexicana de Pan American Energy (PAE) de la familia argentina Bulgheroni, aportó en 2023 la mayor cantidad de producción petrolera dentro de las áreas concesionadas en las rondas de incorporación de capital privado que lanzó la administración de Peña Nieto.

### Energía eléctrica
Se abre un mercado de generación de energía eléctrica sin que el Estado pierda la rectoría en el control del sistema eléctrico nacional y la exclusividad de transmitir y distribuir la energía como un servicio público indispensable. Lo que se busca es que el sistema eléctrico nacional esté impulsado conjuntamente por la CFE y particulares bajo la conducción del Estado, con el objetivo de reducir costos y elevar la productividad y eficiencia del sistema eléctrico, disminuyendo así las tarifas eléctricas. La propiedad de las centrales y las redes de transmisión y distribución de la Comisión Federal de Electricidad que son públicas se mantienen en manos de la Nación.
Se corrigen las limitaciones del modelo energético para agregar energías renovables a gran escala mediante un mercado administrado por el Estado a través de un operador independiente, y el establecimiento de certificados de energías limpias. Con esto, se promueve la diversificación en la producción de la energía con el uso de energía eólica, geotérmica, hidráulica y mini hidráulica, biomasa y solar.
Adicionalmente, se fortalece la CFE dotándole de mayor libertad en aspectos operativos y de organización, y se refuerzan las facultades de la Secretaría de Energía y de la Comisión Reguladora de Energía.

### Empresas productivas
En el artículo 25 constitucional se agrega el concepto empresas productivas del Estado, las cuales serán un medio para que Gobierno Federal tenga a su cargo de forma exclusiva las áreas estratégicas. Mientras que en el artículo tercero transitorio se establece que los organismos descentralizados Petróleos Mexicanos y Comisión Federal de Electricidad pasarán a ser empresas productivas del Estado. Las leyes secundarias que emanen de esta reforma deberán establecer que las empresas productivas del Estado tendrán las siguientes características:
- Su objeto debe ser la creación de valor económico e incrementar los ingresos de la Nación, con sentido de equidad y responsabilidad social y ambiental
- Contar con un régimen presupuestario especial y estar sujetas al balance financiero y al techo de servicios personales que el Congreso de la Unión apruebe. Su régimen de remuneraciones será distinto del previsto en el artículo 127 de la Constitución
- Su organización, administración y estructura corporativa deben ser acordes con las mejores prácticas a nivel internacional, asegurando su autonomía técnica y de gestión, así como un régimen especial de contratación para la obtención de los mejores resultados de sus actividades
- Sus órganos de gobierno deberán ajustarse a lo que disponga la ley.
- Deberán coordinarse con el Ejecutivo Federal para que sus operaciones de financiamiento no conduzcan a un incremento en el costo de financiamiento del resto del sector público o bien, contribuyan a reducir las fuentes de financiamiento del mismo
- Contar con un régimen especial en materia de adquisiciones, arrendamientos, servicios y obras públicas, deuda pública, responsabilidades administrativas y demás que se requieran para la eficaz realización de su objeto, de forma que les permita competir con eficacia en su industria o actividad

En el artículo 20 transitorio se establece que los consejeros profesionales de Petróleos Mexicanos en funciones a la entrada en vigor de la reforma permanecerán en sus cargos hasta la conclusión de los periodos por los cuales fueron nombrados, o bien, hasta que dicho organismo se convierta en empresa pública productiva y sea nombrado un nuevo Consejo de Administración. Dichos consejeros podrán ser considerados para formar parte del nuevo Consejo de Administración de la empresa pública productiva, conforme al procedimiento que establezca la ley. En este sentido, se enmarca la salida del Sindicato de Trabajadores Petroleros de la República Mexicana del Consejo de Administración de Petróleos Mexicanos.

### Comisiones nacionales
La Comisión Nacional de Hidrocarburos y la Comisión Reguladora de Energía se deberán convertir en órganos administrativos desconcentrados de la Secretaría de Energía con personalidad jurídica propia y autonomía técnica y de gestión.
En la legislación secundaria deberá establecerse que los comisionados de ambas comisiones solo podrán ser removidos por causas graves establecidas en la ley, tendrán la posibilidad de reelección para un segundo periodo y su renovación debe ser escolonada. Los actuales comisionados concluirán los periodos a los que fueron nombrados. Los Presidentes de las Comisiones serán propuestas por el Presidente mediante una terna y el Senado lo designará por voto de las dos terceras partes de los presentes; si el Senado no resuelve, el Ejecutivo designará uno de la terna. Si se rechaza toda la terna, el Presidente debe enviar una nueva, si esta se rechaza, el Presidente de la República lo designará. Se nombrarán dos nuevos comisionados de manera escalonada.

### Centros nacionales
El artículo 16 transitorio obliga al Presidente a crear, mediante decreto, un organismo público descentralizado denominado Centro Nacional de Control del Gas Natural, encargado de la operación del sistema nacional de ductos de transporte y almacenamiento. Dicho centro Nacional adquirirá y administrará la infraestructura para el transporte por ducto y almacenamiento de gas natural que tengan en propiedad para dar el servicio a los usuarios correspondientes.
Adicionalmente, deberá decretar la creación de otro organismo público descentralizado llamado Centro Nacional de Control de Energía, responsable del control operativo del sistema eléctrico nacional, de operar el mercado eléctrico mayorista, del acceso abierto y no indebidamente discriminatorio a la red nacional de transmisión y las redes generales de distribución.

### Fondo Mexicano del Petróleo
El Fondo Mexicano del Petróleo será el encargado de recibir todos los ingresos, con excepción de las contribuciones, que correspondan al Estado derivados de las asignaciones y los contratos a que se refiere el párrafo séptimo del artículo 27 de la Constitución. También será el responsable de administrar y realizar los pagos establecidos en dichas asignaciones y contratos, y las transferencias que se especifiquen en la ley.
Los ingresos del Estado que sean recibidos como proporción del valor bruto de los hidrocarburos extraídos serán destinados por el Fondo Mexicano del Petróleo a los Fondos de Estabilización de los Ingresos Petroleros y de Estabilización de los Ingresos de las Entidades Federativas, de acuerdo a lo que se establezca en la legislación secundaria. De igual modo, el Fondo deberá realizar las transferencias al Fondo de Extracción de Hidrocarburos, a los fondos de investigación en materia de hidrocarburos y sustentabilidad energética, y en materia de fiscalización petrolera, y a donde así lo determine la ley.
El Fondo contará con un Comité Técnico integrado por tres miembros representantes del Estado y dos miembros independientes. Los miembros representantes del Estado serán los titulares de la Secretaría de Hacienda y Crédito Público, de la Secretaría de Energía y del Banco de México. Los miembros independientes serán nombrados por el Presidente de la República con aprobación del Senado. El Presidente del Comité será el Secretario de Hacienda y Crédito Público.
Este fondo debe constituirse durante 2014 e iniciar operaciones en el 2015.

### Agencia nacional
Se crea la Agencia Nacional de Seguridad Industrial y de Protección al Medio Ambiente del Sector Hidrocarburos como órgano administrativo desconcentrado de la Secretaría de Medio Ambiente y Recursos Naturales, con autonomía técnica y de gestión.
La Agencia tendrá dentro de sus atribuciones regular y supervisar, en materia de seguridad operativa y protección al medio ambiente, las instalaciones y actividades del sector hidrocarburos, incluyendo las actividades de desmantelamiento y abandono de instalaciones, así como el control integral de residuos. La legislación secundaria deberá establecer medidas en las que se procurará la protección y cuidado del medio ambiente de las empresas productivas del Estado y los particulares del sector energético, e incluirá conceptos de eficiencia en el uso de energía, disminución de generación de gases y compuestos de efecto invernadero, eficiencia en el uso de recursos naturales, baja generación de residuos y emisiones, así como la menor huella de carbono en todos sus procesos.

### Legislación secundaria
Adicional a lo que se ha mencionado anteriormente, la legislación secundaria de la reforma deberá abordar:
- Adecuación de las atribuciones de la Secretaría de Energía para adjudicar asignaciones y áreas con la asistencia de la Comisión Nacional de Hidrocarburos para la autorización de servicios de reconocimiento y exploración superficial, la supervisión de planes de extracción y la administración técnica de las asignaciones y contratos; de la Comisión Reguladora de Energía para regular y otorgar permisos de almacenamiento, transporte y distribución por ducto de petróleo, gas natural, gas natural comercial y productos petrolíferos, la regulación de acceso de terceros a dichos ductos; y de la Secretaría de Hacienda y Crédito Público para que establezca las condiciones económicas de las licitaciones y de los contratos
- En materia de electricidad, establecer a los participantes de la industria eléctrica obligaciones de energías limpias y reducción de emisiones contaminantes
- Establecer los mecanismos legales suficientes para prevenir, identificar y sancionar severamente a los asignatarios, contratistas, permisionarios, servidores públicos, persona física o moral, pública o privada, nacional o extrajera, que participen en el sector energético, cuando realicen actos u omisiones que influyan en la toma de decisiones para obtener un beneficio económico personal directo o indirecto.

La Legislación Secundaria fue publicada en el Diario Oficial de la Federación (DOF) el 11 de agosto de 2014, en la cual se expidieron 9 leyes nuevas y se modificaron 12 leyes existentes.
Nuevas:
- Ley de Hidrocarburos
- Ley de la Industria Eléctrica
- Ley de Órganos Reguladores Coordinados en materia energética
- Ley de Petróleos Mexicanos
- Ley de la Comisión Federal de Electricidad
- Ley de la Agencia Nacional de Seguridad Industrial y de Protección al Medio Ambiente del Sector Hidrocarburos
- Ley de Energía Geotérmica
- Ley de Ingresos sobre Hidrocarburos
- Ley del Fondo Mexicano del Petróleo para la Estabilización y el Desarrollo

Reformadas:
- Ley de Inversión Extranjera
- Ley Minera
- Ley de Asociaciones Público Privadas
- Ley Orgánica de la Administración Pública Federal
- Ley Federal de las Entidades Paraestatales
- Ley de Adquisiciones, Arrendamientos y Servicios del Sector Público
- Ley de Obras Públicas y Servicios relacionados con las Mismas
- Ley de Aguas Nacionales
- Ley Federal de Presupuesto y Responsabilidad Hacendaria
- Ley General de Deuda Pública
- Ley Federal de Derechos
- Ley de Coordinación Fiscal

Asimismo, se expidieron 25 Reglamentos que regulan las actividades del sector energético, los cuales fueron publicados en el Diario Oficial de la Federación (DOF) el 31 de agosto de 2014.
- Reglamento de la Ley de la Industria Eléctrica.
- Reglamento de la Ley de la Comisión Federal de Electricidad.
- Reglamento de la Ley de Hidrocarburos.
- Reglamento de la Ley de Ingresos sobre Hidrocarburos.
- Reglamento de la Ley de Petróleos Mexicanos.
- Reglamento de la Ley de Energía Geotérmica.
- Reglamento de la Ley de Petróleos Mexicanos.
- Reglamento de las actividades a que se refiere el Título Tercero de la Ley de Hidrocarburos.
- Reglamento Interior de la Secretaría de Energía.
- Reglamento Interior de la Agencia Nacional de Seguridad Industrial y de Protección al Medio Ambiente del Sector Hidrocarburos.

- Decreto por el que se reforman, adicionan y derogan diversas disposiciones del Reglamento de la Ley de Asociaciones Público Privadas.
- Decreto por el que se reforman y adicionan diversas disposiciones del Reglamento de la Ley Minera.
- Decreto por el que se reforman, adicionan y derogan diversas disposiciones del Reglamento de la Ley Federal de Presupuesto y Responsabilidad Hacendaria.
- Decreto por el que se reforman y adicionan diversas disposiciones del Reglamento Interior de la Secretaría de Hacienda y Crédito Público.
- Decreto por el que se reforman, adicionan y derogan diversas disposiciones del Reglamento de la Ley de Inversión Extranjera y del Registro Nacional de Inversiones Extranjeras.
- Decreto por el que se reforma el diverso por el que se crea el Instituto Mexicano del Petróleo como Organismo Descentralizado, publicado el 26 de agosto de 1965.
- Decreto por el que se reforman, adicionan y derogan diversas disposiciones del Reglamento Interior de la Secretaría de Medio Ambiente y Recursos Naturales.
- Decreto por el que se reforman y adicionan diversas disposiciones del Reglamento de la Ley General de Desarrollo Forestal Sustentable.
- Decreto por el que se reforman y adicionan diversas disposiciones del Reglamento de la Ley General del Equilibrio Ecológico y la Protección al Ambiente en Materia de Evaluación del Impacto Ambiental.
- Decreto por el que se reforman, adicionan y derogan diversas disposiciones del Reglamento de la Ley General del Equilibrio Ecológico y la Protección al Ambiente en Materia de Prevención y Control de la Contaminación de la Atmósfera.
- Decreto por el que se reforman y adicionan diversas disposiciones del Reglamento de la Ley General del Equilibrio Ecológico y la Protección al Ambiente en Materia de Ordenamiento Ecológico.
- Decreto por el que se reforman, adicionan y derogan diversas disposiciones del Reglamento de la Ley General del Equilibrio Ecológico y la Protección al Ambiente en Materia de Registro de Emisiones y Transferencia de Contaminantes.
- Decreto por el que se reforman y adicionan diversas disposiciones del Reglamento de la Ley General del Equilibrio Ecológico y la Protección al Ambiente en Materia de Autorregulación y Auditorías Ambientales.
- Decreto por el que se reforman y adicionan diversas disposiciones del Reglamento de la Ley General para la Prevención y Gestión Integral de los Residuos.
- Lineamientos que establecen los criterios para el otorgamiento de Certificados de Energías Limpias y los requisitos para su adquisición.

Lo anterior, constituye el andamiaje legal de la reforma energética en México.

## Proceso legislativo

### Reforma constitucional

#### Iniciativa presidencial
El 12 de agosto de 2013, el presidente Enrique Peña Nieto envió al Congreso de la Unión la iniciativa en materia energética, haciendo uso de las facultades que le confiere el artículo 71 constitucional y con fundamento en el artículo 27 de la Ley Orgánica de la Administración Pública Federal. En el evento de presentación participaron acompañando al presidente, los secretarios de Energía, Pedro Joaquín Coldwell; de Gobernación, Miguel Ángel Osorio; de Hacienda y Crédito Público, Luis Videgaray; y de Medio Ambiente y Recursos Naturales, Juan José Guerra Abud; así como los directores de Pemex, Emilio Lozoya, y de la Comisión Federal de Electricidad, Francisco Rojas.
La iniciativa reformaría los artículos 27 y 28 de la Constitución Política de México retomando la redacción establecida con la reforma cardenista.

#### Senado de la República
El 19 de septiembre, el pleno del Senado aprobó un acuerdo de su Junta de Coordinación Política por el cual se aprobó la realización de foros de debate sobre las propuestas de reforma energética, así como la posterior comparecencia de los titulares de Secretaría de Energía, Petróleos Mexicanos, Comisión Federal de Electricidad, Comisión Reguladora de Energía y Comisión Nacional de Hidrocarburos. Dicha comparecencia ante el pleno senatorial ocurrió el 23 de octubre y se agregaron ese mismo día las comparecencias en comisiones de Francisco Xavier Salazar Díez de Sollano, presidente de la Comisión Reguladora de Energía, y de Carlos Zepeda Molina, presidente de la Comisión Nacional de Hidrocarburos.
El 23 de septiembre iniciaron los foros de debate organizados por la Comisión de Energía del Senado, presidida por David Penchyna Grub, los cuales culminaron el 16 de octubre. En dichos foros participaron:
- Cuauhtémoc Cárdenas Solórzano
- Federico Reyes Heroles
- Juan E. Pardinas, director general del Instituto Mexicano para la Competitividad
- Luis de la Calle Pardo, vicepresidente del Consejo Mexicano de Asuntos Internacionales
- Miguel Benedetto, director general de la Asociación Nacional de la Industria Química
- Juan Acra, presidente de la Comisión de Energía de la Confederación Patronal de la República Mexicana
- Juan Carlos Solís Mendoza de la Barra de Abogados
- Miriam Grunstein Dickter, investigadora del Centro de Investigación y Docencia Económicas
- Javier Zenteno Barrios, exabogado general de Petróleos Mexicanos
- Mario Alberto Becerra Pocoroba, expresidente de la Comisión de Hacienda de la Cámara de Diputados
- Fauzi Hamdan Amad, rector de la Escuela Libre de Derecho
- Dante Sanpedro Jacobo, quien formó parte del grupo que elaboró la propuesta de reforma energética de 2008
- Gabriel Quadri, ecologista, investigador y excandidato presidencial
- Daniel Chacón Anaya, especialista en energías renovables
- Juan José Rodríguez Prats, exsenador
- Héctor Moreira del Instituto Mexicano del Petróleo
- César Cadena, director general de Grupo Energéticos
- Cirilo Tapia, presidente de la Organización Nacional de Expendedores de Petróleo
- Gerardo Gutiérrez Candiani, presidente del Consejo Coordinador Empresarial
- Álvaro Fernández Garza, presidente de la Cámara de la Industria de la Transformación de Nuevo León
- Francisco Funtanet Mange, presidente de la Confederación de Cámaras Industriales
- Javier Arrigunaga Gómez del Campo, presidente de la Asociación de Bancos de México
- Rodrigo Alpizar Vallejo, presidente de la Cámara Nacional de la Industria de la Transformación
- Luis Pazos
- Fernando Ortega Bernés, gobernador de Campeche
- Graco Ramírez, gobernador de Morelos
- Egidio Torre Cantú, gobernador de Tamaulipas
- Juan Pablo Vega Arriaga, presidente de la Cámara de la Industria del Transporte Marítimo
- Luis Téllez Kuenzler, presidente de la Bolsa Mexicana de Valores
- Alonso Ancira Elizondo, presidente de la Cámara Nacional del Hierro y el Acero
- Jorge Ezequiel Ordóñez de la Cámara Nacional del Hierro y el Acero
- Adrián Lajous Vargas, exdirector de Petróleos Mexicanos
- Pablo González Córdova, presidente de la Asociación Mexicana de Empresarios Gasolineros
- Luis Zárate Rocha, presidente de la Cámara Mexicana de la Industria de la Construcción
- Gabriel Cerdio, director corporativo y de Desarrollo de Negocios de General Electric México
- Ramón Barrientos Valadez, director ejecutivo de General Electric Power&Water México
- Francisco Barnés de Castro, exrector de la UNAM
- Ernesto Marcos Giacoman, presidente de la Asociación Mexicana de Empresas de Servicios Petroleros
- David Shields, especialista en el sector energético
- Maurizio Covarrubias Piffer, presidente de la Asociación Nacional de Comercializadores de Fertilizantes
- Manuel Barquín Álvarez, investigador del Instituto de Investigaciones Jurídicas de la UNAM
- Alfredo Elías Ayub, exdirector de la Comisión Federal de Electricidad
- Víctor Figueroa Aeyon, presidente del Comité Ejecutivo de la Asociación de Distribuidores de Gas del Interior
- Francisco Labastida, exsecretario de Energía, Minas e Industria Paraestatal
- Jordy Herrera Flores, exdecretario de Energía
- Carlos Elizondo Mayer-Serra, investigador del Centro de Investigación y Docencia Económicas
- José Narro Robles, rector de la UNAM
- José Antonio Ruz Hernández, rector de la Universidad Autónoma del Carmen
- Arturo Molina Gutiérrez del Tecnológico de Monterrey
- Felipe Ocampo Torrea, ingeniero químico
- Rocío Nahle García, ingeniera química
- Marcos Valdez González, ingeniero mecánico electricista
- Dolores Padierna, senadora

El primer día de los foros organizados por la Comisión de Energía del Senado, los legisladores del Partido de la Revolución Democrática anunciaron su salida de dichos encuentros para anunciar días después que organizarían sus propios foros paralelos.
El 7 de octubre de 2013, iniciaron estos encuentros, los cuales culminaron el 11 de noviembre. En ellos participaron:
- Marcelo Ebrard
- Alejandro Encinas Rodríguez
- Ifigenia Martínez
- Porfirio Muñoz Ledo
- Lorenzo Meyer
- Ignacio Marván Laborde, investigador del Centro de Investigación y Docencia Económicas
- Alejandro Morales, especialista en materia energética
- Adrián Lajous Vargas, exdirector de Petróleos Mexicanos
- Diego Valadés Ríos, investigador de la UNAM
- John Saxe Fernández, doctor en Estudios Latinoamericanos de la Facultad de Filosofía y Letras de la UNAM
- Carlos Morales Gil, miembro activo de la Society of Petroleum Engineers
- Miguel García Reyes, investigador del Instituto de Estudios Estratégicos y Políticas Públicas
- Loretta Ortiz Ahlf, diputada federal
- Jorge Calderón Salazar, catedrático de la UNAM
- Jorge Eduardo Navarrete, diplomático mexicano
- Pablo Gómez Álvarez, exsenador
- Víctor Rodríguez Padilla del Observatorio Ciudadano de la Energía
- Javier Jiménez Gutiérrez, catedrático de la UNAM
- Luis Sánchez Jiménez, senador
- Francisco Garaicochea Petrirena, ingeniero petrolero
- Fabio Barbosa Cano, catedrático de la UNAM
- Abelardo Cantú Chapa, investigador del sector petrolero
- Daniel Chacón Anaya, especialista en energías renovables
- Octavio Klimek Alcaraz, investigador
- Beatriz Olivera, de Greenpeace México
- Raúl Morón Orozco, senador
- Isidro Pedraza Chávez, senador
- Luis Rojas Chávez, especialista del Instituto de Estudios Estratégicos y Políticas Públicas
- Carlos Huerta Durán, asesor en el Consejo de Administración de Pemex
- Gerardo Bazán Navarrete, coordinador del Centro de Planeación e Información del Programa Universitario de Energía de la UNAM
- Ángel de la Vega Navarro, investigador de la UNAM
- Jorge Bazua Rueda
- Antonio Gersheson Tafelov, articulista y experto en el tema energético
- José Manuel Muñoz del Observatorio Ciudadano de la Energía
- Mario Delgado Carrillo, senador
- Fluvio Ruiz Alarcón, consejero profesional del Consejo de Administración de Pemex
- Arturo Huerta González
- Sergio Benito Osorio, investigador del Centro de Investigación y Docencia Económicas
- Irma Eréndira Sandoval Ballesteros, coordinadora del Laboratorio de Documentación y Análisis de la Corrupción y Transparencia de la UNAM
- Ángel Trinidad Zaldívar, comisionado del Instituto Federal de Acceso a la Información y Protección de Datos
- Zoé Robledo, senador
- Paulo César Smith Metri, ingeniero brasileño
- Miguel Barbosa Huerta, coordinador del Grupo Parlamentario del PRD
- Jesús Zambrano Grijalva, presidente Nacional del PRD
- Miguel Concha Malo, profesor de la UNAM
- Pablo González Córdova de la Asociación Mexicana de Empresarios Gasolineros
- Mario José Galicia Yépez, presidente del Comité Nacional de Estudios de la Energía
- Silvia Ramos Luna de la Unión Nacional de Técnicos y Profesionistas Petroleros

El 7 de diciembre, la Junta de Coordinación Política del Senado de la República acordó darle máxima publicidad al anteproyecto de decreto publicándolo en el sitio web del Senado, que la discusión de dicho anteproyecto se haría en el Salón de Plenos de la Comisión Permanente para dar suficiente espacio a los senadores que integran las comisiones unidas correspondientes y a los senadores que no pertenezcan a estas comisiones pero que deseen participar en el debate con voz pero sin voto, y que la discusión se habría de realizar durante el día y no durante la noche.
Al día siguiente, las Comisiones Unidas de Puntos Constitucionales, Energía y de Estudios Legislativos Primera iniciaron por la mañana el análisis y debate en lo general del pre-dictamen, el cual incluía elementos de las iniciativas presentadas por el Ejecutivo Federal, el PAN y el PRD como el Fondo Mexicano del Petróleo y el Centro Nacional de Control de Energía, proponiendo reformar los artículos constitucionales 25, 27 y 28. Tras decretar un receso y reiniciar actividades el 9 de diciembre, las comisiones unidas aprobaron en lo general con 24 votos a favor y 9 en contra el proyecto de dictamen de la reforma energética y se presentaron 205 reservas en lo particular por los senadores del PRD y del PT. Durante el debate en lo particular, realizado el 9 y 10 de diciembre, se desahogaron las reservas hechas a los artículos 25 y 27 constitucionales y se acordó que las 15 reservas al artículo 28 constitucional y las 165 a los artículos transitorios se trasladen al pleno senatorial para su discusión. El debate en comisiones sumó 23 horas con 20 minutos y participaron 104 oradores.
El mismo 10 de diciembre se dio primera y segunda lectura al dictamen de las comisiones unidas, con lo que inició formalmente la discusión de la reforma energética en el pleno de la Cámara de Senadores. Después de la discusión, se procedió a la votación siendo aprobado el dictamen en lo general con 95 votos a favor y 28 en contra. Luego de 20 horas con 30 minutos de debate y 209 oradores que presentaron 313 proposiciones, el 11 de diciembre se aprobó en lo particular el artículo 25 constitucional con 93 votos a favor y 25 en contra, el artículo 28 constitucional con 92 votos a favor y 23 en contra, y el régimen transitorio; por último se envió la minuta a la Cámara de Diputados.

#### Cámara de Diputados
El 20 de septiembre de 2013, la Comisión de Energía de la Cámara de Diputados, presidida por Marco Antonio Bernal, inició una serie de encuentros y audiencias públicas con especialistas y actores del sector energético nacional, los cuales culminaron el 20 de noviembre del mismo año. A ellos acudieron:
- Francisco Rojas Gutiérrez, director general de la Comisión Federal de Electricidad
- Lourdes Melgar Palacios, subsecretaria de Electricidad de la Secretaría de Energía
- Mario Alberto Beaudegard Álvarez, Director Corporativo de Finanzas de Petróleos Mexicanos
- Enrique Ochoa Reza, Subsecretario de Hidrocarburos de la Secretaría de Energía
- Cuauhtémoc Cárdenas Solórzano, excandidato presidencial
- Jordy Herrera Flores, exsecretario de Energía
- Emilio Lozoya Austin, director general de Pemex

El 11 de diciembre, la Cámara de Diputados recibió, del Senado, la minuta de reforma energética. Momentos antes de iniciar la sesión en la que se discutiría y votaría dicha reforma, diputados del PRD, PT y MC cerraron los accesos al salón del pleno del Palacio Legislativo de San Lázaro. Ante esto, la Mesa Directiva de la Cámara citó a sesión en el auditorio "Aurora Jiménez" del Palacio Legislativo, donde se dispensaron los trámites a la minuta por urgente y obvia resolución y la pusieron a discusión de forma inmediata en el pleno camaral.
En dicha sesión se aprobó la minuta en lo general con 354 votos a favor y 134 en contra y se presentaron reservas de 102 legisladores. Después del debate de las reservas, los diputados aprobaron en lo particular la minuta del Senado en los términos recibidos. En el acto se ordenó el envío de la propuesta a las legislaturas locales para su análisis y votación. La sesión tuvo una duración total de 20 horas y 3 minutos.

#### Ratificación de Congresos Locales
Según lo dispuesto en el artículo 135 constitucional, al ser la reforma energética una reforma constitucional, para que sea válida después de aprobada por dos terceras partes de las Cámaras de Congreso de la Unión, la mayoría de las legislaturas de los estados deben aprobar las reformas y adiciones del proyecto de decreto.
El primer estado en aprobar la reforma fue Chiapas. Se sumaron a la aprobación del proyecto de decreto los estados de Querétaro, Veracruz, Estado de México, Hidalgo, Durango, Baja California Sur, Quintana Roo, Campeche, Jalisco, Coahuila de Zaragoza, Nayarit, Sonora, Puebla, Tamaulipas, Yucatán, Aguascalientes, Nuevo León, Zacatecas, San Luis Potosí, Chihuahua, Guanajuato, Baja California y Sinaloa.

#### Promulgación
Una vez ratificada por la mayoría de los congresos estatales, el 18 de diciembre de 2013, la Comisión Permanente del Congreso de la Unión emitió la declaratoria de constitucional de la reforma,
Fue promulgada por Enrique Peña Nieto el 20 de diciembre en compañía de miembros de su gabinete y los gobernadores, y publicada el mismo día por la tarde en el Diario Oficial de la Federación.

### Leyes Secundarias

#### Iniciativa del Poder Ejecutivo
El 30 de abril de 2014, el presidente Enrique Peña Nieto, envió la iniciativa de leyes secundarias a la reforma constitucional aprobada en diciembre de 2013, a un bloque de quince leyes, divididas en 9 bloques
- Leyes de los Hidrocarburos

En esta se encontraba la iniciativa de una Ley de Hidrocarburos, que sustituyera la Ley Reglamentaria del Artículo 27 en Materia del Petróleo, así como reformas a la Ley de Inversión Extranjera, Ley Minera y Ley de Asociaciones Público Privadas.
La ley propuesta señala dos modalidades en la exploración y explotación del petróleo en el subsuelo y aguas profundas del territorio mexicano, las llamadas "asignaciones" y los "contratos".
Las "asignaciones" denominadas también, "Ronda Cero", consiste en la adjudicación directa que hace el Estado, por conducto de la Secretaría de Energía con la opinión de la Comisión Nacional de Hidrocarburos, para asignar a PEMEX o a las empresas productivas del Estado, efectuar trabajos de exploración y explotación.
Los "contratos", son aquellos que previa licitación pública convocada por la Comisión Nacional de Hidrocarburos, adjudica ya sea a Petróleos Mexicanos o a particulares, de forma individual o en asociación, determinadas áreas para la exploración y explotación del petróleo.
Los procedimientos de contratación serán públicas y transmitidas en tiempo real, a través de internet, el fallo de la licitación sería en sesión pública; los contratos serían públicos, así como deberán estos transparentar el importe de las contribuciones, contraprestaciones y pagos relacionados. Aunado a proponer auditorías externas para supervisar la recuperación de los costos a dichos contratos.

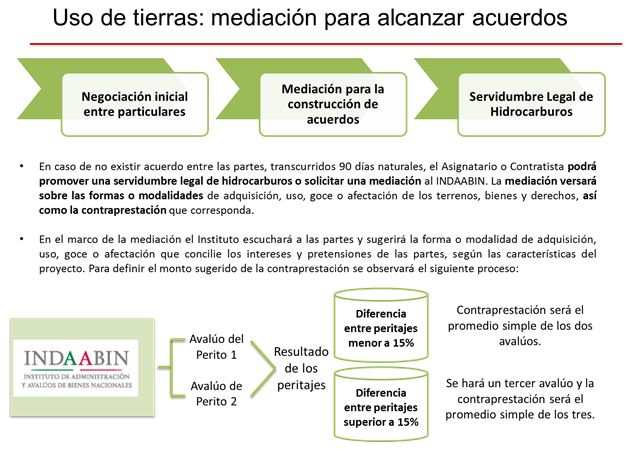
Procedimiento de afectación de tierras de la reforma petrolera

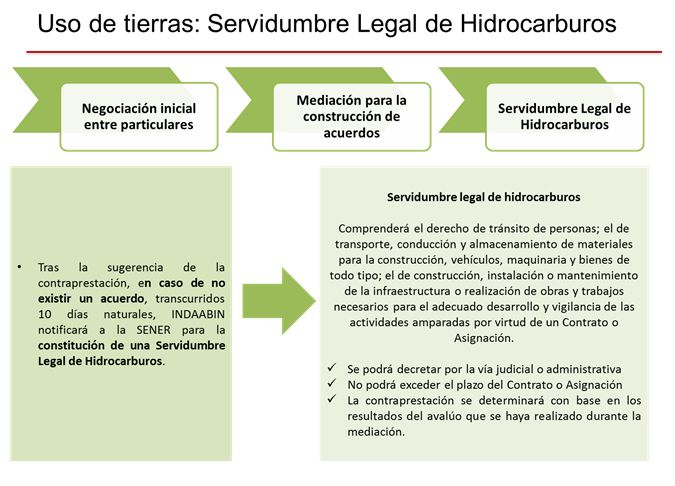
Procedimiento de afectación de tierras mediante la constitución de servidumbre, según la reforma petrolera.

La iniciativa declara de orden público y de interés social, el aprovechamiento de la superficie y del subsuelo de los terrenos afectos, donde se realice actividades de exploración y extracción. Dicho procedimiento de afectación, sería el de la negociación entre privados, o empleando los mecanismos alternativos como el de la mediación y en su caso, la constitución de servidumbres. En dicho proceso participarían los asignatarios o contratistas, con los propietarios, poseedores o titulares de los terrenos, bienes o derechos, pudiendo estos últimos ser representados por la Procuraduría Agraria, a fin de negociar el monto de la "contraprestación equitativa". En ningún caso, este importe estaría asociada con la producción de hidrocarburos del proyecto. 

Los proyectos de inversión de ocupación de tierras para realizar actividades de exploración y extracción, deberán ser transparentes, valorar el impacto social sobre la comunidad, garantizar la viabilidad y la rentabilidad social de los proyectos, así como acciones de mitigación respecto a los posibles daños causados.
Asimismo propuso un nuevo modelo de transformación, transporte, almacenamiento y distribución a través de un régimen de permisos, expedidos éstos por la Comisión Reguladora de Energía, para el expendio al público de gasolinas y diésel, así como para el transporte, almacenamiento y distribución de las ventas de primera mano. Facultándose a la Secretaría de Energía hacer lo mismo, con la refinación del petróleo y el procesamiento del gas natural.

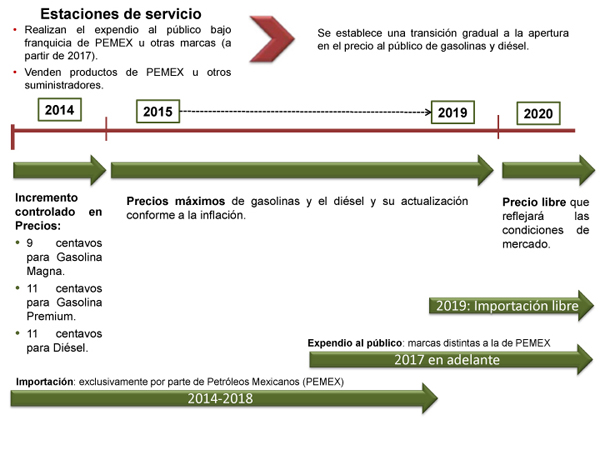
Cuadro analítico de transición de las ventas de gasolinas y diésel, conforma a la reforma energética en México

Se ordena crear el Centro Nacional de Control de Gas Natural (Centro Nacional de Control de Gas Natural), entidad encargada de recibir de PEMEX la infraestructura de transporte por ducto de gas natural que tiene en propiedad, así como los contratos de reserva de capacidad. Su principal función sería operar el sistema nacional de ductos de transporte y almacenamiento; así como también de los equipos de comprensión, licuefacción, descomprensión, regasificación y demás instalaciones vinculadas.
Por otra parte, se promueve el mercado de combustibles, entre PEMEX y Privados, al otorgarse estos, el acceso abierto a poliductos y terminales de almacenamiento. Dicho proceso entraría en vigor, a partir del año 2019.
- Leyes de Electricidad

Se propuso la iniciativa de una Ley de Industria Eléctrica que sustituyera a la anterior ley de la materia.
Se prevé modificaciones en las actividades de la industria eléctrica, pues la generación y comercialización quedarían abiertas, bajo condiciones de competencia y libre concurrencia para las empresas generadoras. Dichos participantes, se les faculta poder vender su energía en el mercado eléctrico mayorista. Mientras que la Comisión Federal de Electricidad Comisión Federal de Electricidad, competiría con dichas empresas, en igualdad de circunstancias.
Por otra parte, la transmisión y distribución de la energía eléctrica, seguiría a cargo de la Comisión Federal de Electricidad CFE, sin embargo, las empresas participantes podrían tener acceso a ellas.
La entidad encargada de regular la participación y competencia de dichas empresas, sería el Centro Nacional de Control y Energía, quien tendría el encargo, de controlar el Sistema Eléctrico Nacional y el acceso abierto a las redes eléctricas.

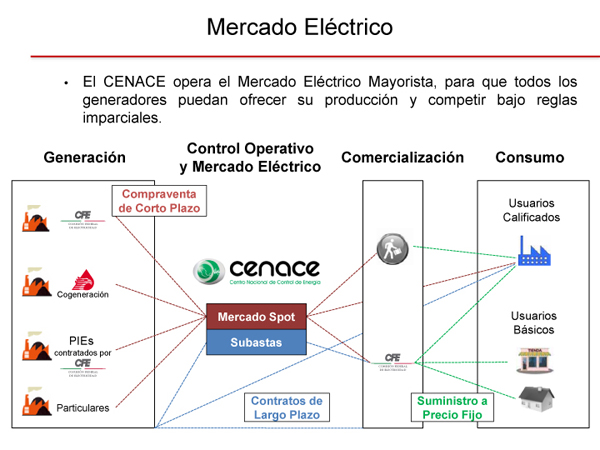
Cuadro ilustrativo de la reforma energética en la industria eléctrica de México.

En lo referente a la comercialización de energía eléctrica, se prevé que la Comisión Federal de Electricidad promueva el suministro básico, bajo tarifas reguladas; sin embargo, los "grandes usuarios" podrán comprar su energía a "suministradores de servicios calificados" o adquirirlos directamente, en el Mercado Eléctrico Mayorista, o bien, de comercializadoras.
Las tarifas serían de dos tipos, las de "servicio básico", que serían fijadas por la Secretaría de Hacienda y Crédito Público y las que se negocien libremente, entre generadoras y comercializadoras
Los llamados "usuarios calificados" y las "empresas de suministro eléctrico", deberán adquirir "Certificados de energías limpias". Dichos certificados acreditaran, la implementación de mejoras tecnológicas de las empresas participantes, lo que les facilitaría, interconectarse sin demoras a las redes de transmisión.
Por otra parte, se propone la creación de un Fondo de Servicio Universal Eléctrico, para financiar la electrificación en las comunidades rurales y zonas urbanas marginadas.
- Leyes Geotermia

Se propuso una nueva ley, denominada de Energía Geotérmica, así como reformas a la Ley de Aguas Nacionales.
Dicha ley, tendría como objeto regular el reconocimiento, la exploración y la explotación de recursos geotérmicos para el aprovechamiento de la energía del subsuelo dentro de los límites del territorio nacional, con el fin de generar energía eléctrica o destinarla usos diversos.
La Secretaría de Energía establecerá una "Ronda Cero", a favor de la Comisión Federal de Electricidad, la cual deberá designar, las áreas de su interés, previo al otorgamiento de permisos o concesiones a las otras empresas participantes.
Se establecen términos y permisos a las empresas eléctricas generadoras, 8 meses para actividades de reconocimiento, 3 años (prorrogables) en exploración y 30 años, para su explotación, a través de la figura de la concesión.
- Leyes de la Agencia Nacional de Seguridad Industrial y de Protección al Medio Ambiente del Sector Hidrocarburos

En ella se propuso una nueva ley, denominada de la Agencia Nacional de Seguridad Industrial y de Protección al Medio Ambiente del Sector Hidrocarburos. Dicha entidad sería un órgano desconcentrado de la Secretaría de Medio Ambiente y Recursos Naturales, siendo un ente especializado técnicamente y con autonomía de gestión. Entre algunas de sus funciones, se encontraría, la de prevenir y contener los derrames y fugas de hidrocarburos, la integridad física y operativa de las instalaciones (pozos, plataformas y ductos), atender planes de emergencias, investigación de incidentes y accidentes, así como el control de las emisiones contaminantes.
Impone la obligación a las empresas dedicadas al ramo de los hidrocarburos, establecer áreas de seguridad industrial, operativa y de protección al medio ambiente. Así como un área de control interno y llevar a cabo, supervisiones de cumplimiento de normatividad a través de auditorías externas.
- Leyes Empresas Productivas del Estado

En este rubro se propuso dos nuevas leyes, la de Petróleos Mexicanos y el de la Comisión Federal de Electricidad; proponiéndose reformas a la Ley Federal de las Entidades Parestatales, Ley de Adquisiciones, Arrendamientos y Servicios del Sector Público, así como Ley de Obras Públicas y Servicios Relacionados con las Mismas.
Las empresas productivas del Estado, Petróleos Mexicanos y Comisión Federal de Electricidad tendrían un régimen especial y separado, de las entidades paraestatales. Su presupuesto sería ejercido en forma autónoma, sujeto a un balance financiero y de "techo de servicios personales", así como su deuda, se regiría conforme a lo dispuesto por la Ley General de Deuda Pública.
Las remuneraciones, sería a través de un régimen competitivo para las personas mejor capacitadas.
En materia de contrataciones, dichas empresas no estarían sujetas a las leyes en materia de adquisiciones, arrendamientos y servicios relacionados con las mismas.
Dichas empresas, estarán obligadas a informar públicamente su situación, así como el de sus empresas subsidiarias y filiales, conforme a lo dispuesto por la Ley del Mercado de valores.
- Leyes de entidades Reguladores y Ley Orgánica de la Administración Pública Federal

Se propuso la Ley de los Órganos Reguladores Coordinados en Materia Energética, así como reformas a la Ley Orgánica de la Administración Pública Federal.
Dicha ley, prevé la existencia de dos órganos reguladores: La Comisión Nacional de Hidrocarburos y la Comisión Reguladora de Energía.
Dichas entidades serían integrantes de la administración pública centralizada (Secretaría de Energía), sin embargo, tendrían personalidad jurídica, autonomía técnica y de gestión. Así como autosuficiencia financiera para poder cobrar derechos y aprovechamientos. Compuesta cada una de estas, por 7 comisionados designados por la Cámara de Senadores.
Los comisionados deberán sesionar públicamente, ningún comisionado podrá reunirse con las empresas y para hacerlo, sería con la presencia de otro comisionado, mediante minuta, para tratar el asunto públicamente.
Su principal función, sería regular, supervisar y sancionar en materia de competencia, realizar estudios técnicos, así como aportar éstos, para la formulación de políticas energéticas.
La Comisión Nacional de Hidrocarburos tendría entre su principal función, regular y supervisar la exploración y extracción de hidrocarburos, así como promover, licitar y suscribir los contratos de exploración y extracción.
La Comisión Reguladora de Energía tendría como objeto, regular y promover el transporte, almacenamiento, distribución, compresión, licuefacción y regasificación, así como el expendio público de petróleo, gas natural, gas licuado, como también, el transporte por ducto de biocombustibles. Del mismo modo, tendrá facultades para regular el transporte, almacenamiento, distribución y expendio al público de bioenergéticos, así como la generación de electricidad, los servicios públicos de transmisión y distribución de energía eléctrica, la comercialización de esta.
- Leyes Fiscales

Proponiéndose reformas a las leyes de Ingresos sobre Hidrocarburos, a la Federal de Derechos y a la de Coordinación Fiscal, con los cuales se estima un régimen fiscal competitivo y el fortalecimiento de PEMEX y la Comisión Federal de Electricidad.
- Leyes del Fondo Mexicano del Petróleo para la Estabilización y el Desarrollo Se propuso la Ley del Fondo Mexicano del Petróleo para la Estabilización y el Desarrollo.

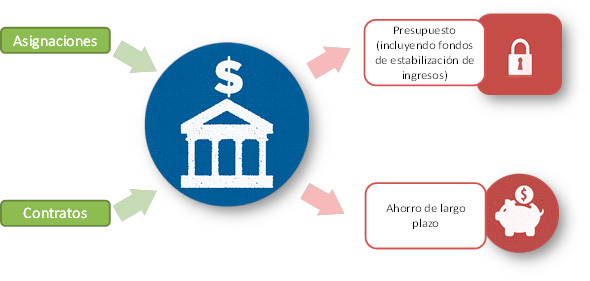
Fondo Mexicano del Petróleo conforme a la reforma energética en México.

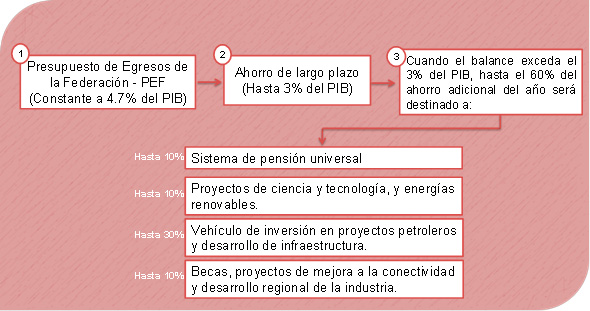
Fines del Fondo Mexicano del Petróleo

Los ingresos que el Estado obtenga por la exploración y extracción del petróleo, deberán fortalecer las finanzas nacionales, con visión de largo plazo.
Dicho Fondo, sería administrado por el Banco de México. Se estima que los "excedentes" o "ingresos adicionales", se destinarían a una cuenta de ahorro a largo plazo, por lo que no estaría destinado para cubrir el presupuesto de egresos. Si estos rebasaran un importe determinado, deberán destinarse al Sistema de Pensión Universal, a proyectos de ciencias y energía renovables, a proyectos de inversión de infraestructura petrolera y a becas, para la educación universitaria.
- Presupuesto Se propusieron reformas a la Ley Federal de Presupuesto y Responsabilidad Hacendaría y a Ley General de Deuda Pública

#### Senado de la República
Recibida las iniciativas de leyes secundarias, las Comisiones de Energía y de Estudios Legislativo de la Cámara de Senadores, estableció el método de trabajo para el análisis y discusión.
Para ello, se dividieron las iniciativas de ley, en la elaboración de cuatro dictámenes, las cuales quedaron de la siguiente forma:
| Dictamen | Iniciativa | Fecha de discusión y aprobación |
| -------- | --- | ------------------------------- |
| 1        | Iniciativa Ley de Hidrocarburos y reformas a la Ley de Inversión Extranjera, Ley Minera y Ley de Asociaciones Público Privadas | 6 y 7 de junio de 2014          |
| 2        | Ley de la Industria Eléctrica, Ley de Energía Geotérmica y reformas a la Ley de Aguas Nacionales | 9 de junio de 2014              |
| 3        | Ley de Petróleos Mexicanos, Ley de la Comisión Federal de Electricidad y reformas a la Ley Federal de Entidades Paraestatales, Ley de Adquisiciones y Arrendamientos y Servicios del Sector Público y Servicios Relacionados con las Mismas       | 11 y 12 de junio de 2014        |
| 4        | Ley de los Órganos Reguladores Coordinados en Materia Energética y reformas a la Ley Orgánica de la Administración Pública Federal; Ley de la Agencia Nacional de Seguridad Industrial y de Protección al Medio Ambiente del Sector Hidrocarburos | 16 y 17 de junio de 2014        |

Los integrantes de la Comisión de Energía, fueron los senadores David Penchyna Grub en el cargo de Presidente, así como Salvador Vega Casillas, Rabindranath Salazar Solorio y Carlos Romero Deschamps, todos ellos secretarios; mientras que la Comisión de Estudios Legislativos, la integraron por los Senadores: Oscar Roman Rosas, Ernesto Gándara Camou, José Ascensión Orihuela Bárcenas, Héctor Yunes Landa, Francisco Domínguez Servien, Jorge Luis Lavalle Maury, Francisco García Cabeza de Vaca, Fernando Enrique Mayans Canabal, Adán Augusto López Hernández, Ninfa Salinas Sada, Manuel Bartlett Díaz, Raúl Gracia Guzmán, Miguel Ángel Chico Herrera, Zoé Robledo Aburto, Enrique Burgos García y Sonia Mendoza Díaz.
El 5 de junio del 2014, dicha Comisiones volvieron a dictar acuerdo, estableciendo que los cuatro dictámenes se discutirían entre los días 10 al 23 de junio del 2014 y que una vez terminados estos, se someterían a votación dentro del término de 48 horas.
El 15 de julio de 2014, diversos senadores de distintos grupos parlamentarios presentaron sus reservas a cada uno de los cuatro dictámenes de legislación secundaria.
Entre los Senadores que presentaron sus reservas al Dictamen de la Ley de Hidrocarburos fueron:
- Mario Delgado Carrillo (PRD).
- Fidel Demédicis Hidalgo (PRD).
- Isidro Pedraza Chávez (PRD).

A la Ley de Inversión Extranjera
- Fernando Mayans Canabal (PRD)
- Dolores Padierna Luna (PRD)
- Benjamin Robles Montoya (PRD)
- Salvador Vega Casillas (PAN)

A la Ley Minera
- Dolores Padierna Luna (PRD).
- Isidro Pedraza Chávez (PRD).
- Benjamin Robles Montoya (PRD)
- Salvador Vega Casillas (PAN).

A la Ley de Asociaciones Público Privadas
- Dolores Padierna Luna

A la Ley de la Industria Eléctrica
- Salvador Vega Casillas (PAN).

A la Ley de Energía Geotérmica
- Salvador Vega Casillas )PAN),

A la Ley de Aguas Nacionales
- Salvador Vega Casillas (PAN).

A la Ley de Petróleos Mexicanos
- Benjamin Robles Montoya (PRD)
- Rabindranath Salazar
- Luis Sánchez Jiménez (PRD).

A la Ley de la Comisión Federal de Electricidad
- Fidel Demedicis Hidalgo (PRD).
- Alejandro Encinas Rodríguez (PRD).
- Raúl Gracia Guzmán (PAN).
- Jorge Luis Lavalle Maury (PAN).

A la Ley Federal de Entidades Paraestatales
- Alejandro Encinas Rodríguez (PRD).
- Adán Augusto López Hernández (PRD).
- Dolores Padierna Luna (PRD).
- Luis Sánchez Jiménez (PRD).

A la Ley de Adquisiciones, Arrendamientos y Servicios al Sector Público
- Alejandro Encinas Rodríguez (PRD)
- Adán Augusto López Hernández (PRD)
- Luis Sánchez Jiménez (PRD)

A la Ley de Obras Públicas y Servicios Relacionados con las Mismas.
- Alejandro Encinas Rodríguez (PRD)
- Adán Augusto López Hernández (PRD)
- Dolores Padierna Luna (PRD)

A la Ley de los Órganos Reguladores Coordinadores en Materia Energética
- Fidel Demedicis Hidalgo (PRD)
- Fco Domínguez Servien (PAN)
- Alejandro Encinas Rodríguez (PRD)
- Fernando Mayans Canabal (PRD)
- Dolores Padierna Luna (PRD)
- Isidro Pedraza Chávez (PRD)
- Zoé Robledo Aburto (PRD)
- Benjamin Robles Montoya (PRD)
- Rabindranath Salazar Solorio (PRD)

A la Ley Orgánica de la Administración Pública Federal
- Fernando Mayans Canabal (PRD)
- Benjamin Robles Montoya (PRD)

A la Ley de la Agencia Nacional de Seguridad Industrial y de Protección al medio Ambiente del Sector Hidrocarburos
- Fidel Demedicis Hidalgo (PRD)
- Fco Domínguez Servien (PAN)
- Alejandro Encinas Rodríguez (PRD)
- Fernando Mayans Canabal (PRD)
- Dolores Padierna Luna (PRD)
- Isidro Pedraza Chávez (PRD)
- Zoé Robledo Aburto (PRD)
- Benjamin Robles Montoya (PRD)
- Rabindranath Salazar Solorio (PRD)

El 17 de julio de 2014 se discutió el primer dictamen.
VOTOS PARTICULARES DE LOS SENADORES :
Adán Augusto López Hernández - PRD

Adolfo Romero Lainas - PRD 

María Alejandra Barrales Magdaleno - PRD 

Alejandro de Jesús Encinas Rodríguez - PRD

Angélica De la Peña Gómez - PRD 

Armando Ríos Piter - PRD 

Ángel Benjamín Robles Montoya - PRD 

Dolores Padierna Luna - PRD 

Fernando Enrique Mayans Canabal - PRD 

Fidel Demédicis Hidalgo - PRD 

Iris Vianey Mendoza Mendoza - PRD 

Isidro Pedraza Chávez - PRD 

Lorena Cuéllar Cisneros - PRD 

Luis Sánchez Jiménez - PRD 

Luz María Beristain Navarrete - PRD 

Víctor Manuel Camacho Solís - PRD 

Mario Delgado Carrillo - PRD 

Luis Miguel Gerónimo Barbosa Huerta - PRD

Rabindranath Salazar Solorio - PRD

Raúl Morón Orozco - PRD 

Sofío Ramírez Hernández - PRD 

Zoé Robledo Aburto - PRD 

Manuel Bartlett Díaz - PT 

RESERVAS DE LOS SENADORES :
Mónica Tzasna Arriola Gordillo - SGP

María Alejandra Barrales Magdaleno - PRD

Manuel Barlett Díaz - PT 

Luz María Beristain Navarrete - PRD 

Lorena Cuellar Cisneros - PRD 

Angélica de la Peña Gómez - PRD

Mario Delgado Carrillo - PRD 

Fidel Demédicis Hidalgo - PRD 

Alejandro de Jesús Encinas Rodríguez - PRD 

Francisco García Cabeza de Vaca - PAN 

Silvia Guadalupe Garza Galván - PAN 

Jorge Luis Lavalle Maury - PAN 

Adán Augusto López Hernández - PRD 

Fernando Enrique Mayans Canabal - PRD 

Iris Vianey Mendoza Mendoza - PRD (

David Monreal Ávila -PT 

Raúl Morón Orozco - PRD 

Dolores Padierna Luna - PRD 

Isidro Pedraza Chávez - PRD 

Sofío Ramírez Hernández - PRD 

Armando Ríos Piter - PRD 

Zoé Robledo Aburto - PRD 

Ángel Benjamín Robles Montoya - PRD

Rabindranath Salazar Solorio -PRD 

Luis Sánchez Jiménez - PRD 

Layda Sansores San Román - PT 

#### Cámara de Diputados
Los cuatro dictámenes aprobados por el Senado, fueron recibidos en la Cámara de Diputados el 27 y 28 de julio del año 2014; llevándose a cabo la discusión el día 28 de julio, habiéndose realizado algunas modificaciones a la propuesta original. 

Dichas modificaciones se hicieron para precisar definiciones, así como otorgar mayores facultades a la Comisión Nacional de Hidrocarburos, como a la Comisión Reguladora de Energía.

#### Posición de los partidos políticos en el debate
Entre las posiciones que tuvieron los legisladores de los partidos políticos nacionales, figuran los siguientes:

##### Partido de la Revolución Democrática
Entre las tesis presentadas por los senadores de dicho partido, destacan las siguientes:
- No garantiza la Seguridad Energética para los próximos 30 años, pues privilegia la entrega de los hidrocarburos a la iniciativa privada extranjera.
- No asegura el suministro oportuno y suficiente de los energéticos, ni una disminución de los precios de la electricidad y las gasolinas. Elimina los subsidios eléctricos.
- El modelo pretende mantener una petrolización de las finanzas públicas
- Existe una revancha histórica en contra de Petróleos Mexicanos y la Comisión Federal de Electricidad. Facilita el usufructo de los recursos energéticos a las compañías extranjeras.
- No le otorga autonomía presupuestal a Petróleos Mexicanos. Se le manda a competir atada de brazos.
- PEMEX se encuentra en desventaja para competir con los nuevos participantes; las asignaciones le pueden ser arrebatadas, aunado a que la Comisión Nacional de Hidrocarburos le impondrá socios, en caso de que este busque alianzas.
- Las empresas privadas petroleras se apropiaran de la renta petrolera.
- Se considera enfrentar a Petróleos Mexicanos en juicios que no serán resueltos por tribunales mexicanos, sino por arbitrajes internacionales. Países como Ecuador, Kazajastán y Venezuela, han tenido malas experiencias.
- Se protege más a las compañías petroleras que a las comunidades y ejidos. Se trata de un despojo de tierras, con consecuencias sociales incalculables, ruptura del tejido social y la aparición de fuerzas armadas privadas de las compañías internacionales, cacicazgos locales, injusticia y exacerbación del resentimiento social.
- El Fondo Mexicano del Petróleo es una caja de pagos de las empresas trasnacionales y no un instrumento de ahorro a largo plazo para el desarrollo económico del país.
- No plantea mecanismos para fondear el pasivo laboral de Petróleos Mexicanos que asciende a 1.1 billones de pesos (2013).
- Se margina la investigación y el desarrollo tecnológico.
- No se menciona al Instituto de Investigaciones Eléctricas, Instituto Nacional de Investigaciones Nucleares y al Instituto Mexicano del Petróleo.
- Se promueve el denominado "fracking", fracturamiento hidráulico, prohibido en varios países de Europa y en algunas entidades de los Estados Unidos de América.
- Se aborda la transparencia en forma tibia y se encuentra ausente, el tema de rendición de cuentas y combate a la corrupción.
- En la llamada "Ronda Cero", Petróleos Mexicanos ya perdió el 60% de las áreas exploratorias; 69% de los recursos prospectivos, 85% del recurso prospectivo en lutitas; 71% del recurso prospectivo en aguas profundas; 41% del recurso prospectivo en aguas someras y el 17% del recurso prospectivo en áreas terrestres.[101]

##### Partido Movimiento Ciudadano
- Permite el uso del fracking, aún pese a las evidencias mostradas por organismos y activistas internacionales sobre los graves riesgos para la salud, por utilizar cerca de 29 millones de litros de agua y cerca de 750 tipos de químicos tóxicos para debilitar y fragmentar la capa.
- Prevé la servidumbre legal de hidrocarburos, que constituye el despojo a ejidatarios, pequeños propietarios y comunidades indígenas.
- Se acentúa el desnacionalismo a la economía mexicana, la desarticulación de las empresas nacionales y la configuración de poderes fácticos.

#### Promulgación y Publicación
Las leyes secundarias vinculadas a la reforma constitucional fueron promulgadas por el presidente Enrique Peña Nieto el 11 de agosto de 2014.

## Controversias
Desde que el presidente Enrique Peña Nieto presentó la iniciativa de esta reforma al Congreso de la Unión en agosto de 2013 se han desatado diversos tipos de críticas y opiniones al respecto. Muchos de ellos se han centrado en el tema de la privatización, no obstante que se ha establecido por parte del gobierno federal que la reforma no implica ninguna forma de privatización sino se encuentra basada en un modelo de utilidad compartida. En este modelo de utilidad compartida las empresas privadas cargan con los costos y el riesgo. Si el proyecto resulta exitoso, el inversionista privado obtendría parte del producto.
Se han desarrollado diferentes protestas para evitar la aprobación por medio de ciudadanos independientes y organizados dentro del naciente partido político Movimiento Regeneración Nacional encabezado por Andrés Manuel López Obrador. Igualmente, el Partido de la Revolución Democrática, se ha convertido en uno de los opositores de la reforma votando en contra de ella en ambas cámaras e interponiendo acciones legales en contra de la reforma publicada. Junto al PRD, se han opuesto y protestado abiertamente los partidos del Trabajo y Movimiento Ciudadano, llegando incluso a tomar la tribuna del senado para mostrar pancartas al respecto.
También se han dado demostraciones públicas de inconformidad a la reforma mediante manifestaciones y marchas en la Ciudad de México y en los estados de México, especialmente frente a los congresos locales ya que estos tienen que votar la aceptación de dicho cambio constitucional.
Una de las críticas mayor fundamentadas y de mayor impacto es la del periodista mexicano Alfredo Jalife, especializado en relaciones internacionales, economía, geopolítica y globalización. Él nos menciona el por qué la Reforma Energética no es un camino viable e inteligente de parte del gobierno mexicano; es cierto que países como Brasil, China, Rusia, Noruega han hecho algo parecido a lo que se hará en el país, esto por medio de la bursatilización, proceso donde activos similares se agrupan en un fideicomiso emisor, quien a su vez, emite títulos de deuda ante los inversionistas, tanto nacionales como extranjeros, en un mercado de valores organizado. 
Y aunque México también lo haría de esta manera, la gran diferencia con los países mencionados anteriormente es que estos bursatilizaron con una banca nacional, teniendo bien controladas sus acciones petroleras, y México no lo hizo de esta manera. El panorama que nos pinto Jalife es que de un momento a otro cualquier movimiento en bolsa provocara la caída de estas acciones en Wall Street, las cuales fueron controladas desde ahí.